# Hurritas
Os hurritas eram um povo da Mesopotâmia, vivendo no extremo norte da região. Habitavam do norte da atual Síria, do litoral do Mar Mediterrâneo e do curso superior do rio Eufrates, passando pela região do rio Cabur (afluente do Eufrates), ao curso superior do rio Tigre e ao sopé dos montes do planalto iraniano ocidental, no sudeste da atual Turquia, e nos planaltos e montanhas das fronteiras dos modernos Irão e Iraque. Eram parentes de outro povo, os urartos, que habitavam a região do lago Arsissa ou Vana, atual lago de Vã (no leste da atual Turquia) e que falavam uma língua aparentada, o urartiano, a língua do Reino de Urartu (Bianili na sua língua nativa). 
O nome que atribuíam a si próprios enquanto povo ou grupo étnico (o auto-etnónimo), era hurri, nome de onde deriva o vocábulo moderno hurrita, sendo Mitani o nome da região e do reino que habitavam. Os assírios denominavam a Terra de Mitani, Hanigalbate, pelo que os dois termos são sinónimos. 

## Origens
Possivelmente, resultaram  da fusão entre dois povos diferentes. Um era um povo nativo da região que habitava a Alta Mesopotâmia há muito tempo e que falava uma língua que não era nem da família linguística indo-europeia nem da semita, tal como o urartiano, mas que era de uma família linguística própria, atualmente denominada hurro-urartiana. Outro era um povo falante de uma língua indo-europeia oriundo da região ocidental do planalto iraniano, talvez no século XVIII ou XVII a.C., mas que, apesar disso, era mais aparentado com os povos falantes do ramo indo-ariano ou índico, do norte da Índia. Estes povos denominavam-se a si próprios haryani ou aryani - arianos (tanto os iranianos como os do norte da Índia). Esse povo indo-europeu migrante conquistou a Alta Mesopotâmia, tornando-se nos governantes desse território e formou grande parte da aristocracia e também de outros grupos sociais da sociedade mitanita ou hurrita. De qualquer modo, influenciaram de maneira importante o vocabulário da língua hurrita com empréstimos indo-europeus, mas, apesar disso, a maioria do vocabulário hurrita não é indo-europeu, tal como a sua estrutura gramatical, pois era uma língua aglutinante e não sintética.
O parentesco das línguas destes povos com outras famílias linguísticas ainda está em debate. É possível que tanto a língua hurrita como a urartiana fossem mais remotamente aparentadas com outras famílias linguísticas, caso da indo-europeia, mas não eram membros diretos desta família linguística. De acordo com alguns linguistas e filólogos a família linguística hurro-urartiana é descendente de uma língua ancestral comum com o proto-indo-europeu pois parece haver cognatos entre as línguas das duas famílias linguísticas e não apenas empréstimos. No entanto, de acordo com outros, é descendente de uma família linguística da vertente norte das montanhas do Cáucaso, a Caucasiana Setentrional ou Nordeste (que tem como membros atuais as línguas faladas pelos chechenos, pelos inguches, pelos lezguinos e por outros povos) em que alguns povos migraram para sul em inícios do II milénio a.C..
É possível que a origem geográfica mais antiga dos hurritas indo-europeus fosse a Ásia Central, nessa época habitada pelos antepassados dos povos iranianos e indianos do norte. 
Teriam migrado para o ocidente juntamente com os cassitas e estabeleceram-se no Mitani, formando na região um poderoso Estado denominado reino do Mitani. Por isso, os hurritas foram denominados mitanitas pelos historiadores, justamente por terem elevado a região ao destaque político do Sudoeste da Ásia (Médio Oriente) nessa época.

## Política e religião
Politicamente, eram organizados numa monarquia em que o mais ilustre dos guerreiros era o rei; estavam divididos em classes de guerreiros denominados Maryas: seus sacerdotes não adoravam os deuses semíticos da Síria-Canaã ou Mesopotâmia — esses foram substituídos pelas imagens de Mitra, o vencedor da luz contra as trevas de Indra, que dominava as tempestades; e de Varuna, condutor do curso eternamente regular do universo. 
A esses deuses entoavam um canto denominado mantra. Todos esses nomes têm como origem os indo-europeus da Ásia Central, especificamente do ramo indo-ariano, que migraram e se estabeleceram no norte da índia no II milénio a.C. ou talvez numa época ainda mais antiga, e eram parentes dos povos iranianos do planalto iraniano e da Ásia Central, dos quais descendiam de antepassados comuns.
Os hurritas tinham uma política dura de tributos em relação a outras entidades políticas e povos, pois quem não os pagasse era invadido e pilhado, mas tal não diferia da prática de outros reinos e povos e era considerado normal nessa época.

## Cultura
Eram criadores entusiastas de cavalos, animais raros e quase desconhecidos entre os semitas; os indo-europeus introduziram o cavalo entre os semitas principalmente como arma de ataque durante seus constantes ataques à terra de Sinear e durante suas invasões. De acordo com relatos, esses animais seriam mais apreciados entres os hurritas do que o próprio homem. O cronista Quiculi chegou a escrever uma obra sobre a arte de criar estes animais, não deixando a desejar às técnicas de criações atuais. Chegavam até mesmo a treiná-los para não relincharem durante os combates, pois poderiam denunciar as tropas numa emboscada. Os hurritas também introduziram o carro de combate mais adaptado para a guerra, possivelmente copiado pelos hititas mais tarde e empregados como arma à frente da infantaria.

### Música Hurrita

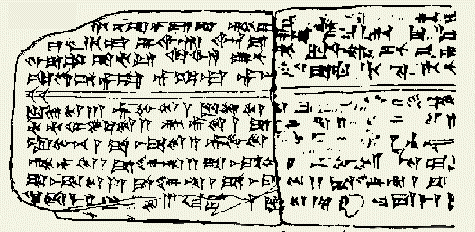
Desenho de parte do tablete onde se encontra gravado o hino hurrita a Nical

Como muitos outros povos da Mesopotâmia, os hurritas de Mitani usavam a escrita cuneiforme para grafar sua correspondência, textos literários, hinos, etc. Um tablete cuneiforme do século XIII a.C., encontrado no reino Sírio de Ugarite, traz o que é possivelmente a composição musical mais antiga registrada pela história, junto do epitáfio grego de Sícilo, embora não sendo precisamente completa (trechos curtos do hino estão faltando). O hino, conhecido como hino a Nical, foi reproduzido segundo as instruções do tablete cuneiforme por músicos contemporâneos e pode ser escutado no site.

## História
Acompanhando os cassitas e hititas na sua invasão à Mesopotâmia, os hurritas conquistam a região conhecida como Mitani no extremo norte da Mesopotâmia estabelecendo lá a sede de seu reino na cidade de Nuzi, mais tarde, a cidade de Uassucani, foi a capital do Reino de Mitani. Conquistam a Assíria que fora atacada 75 anos antes pelos cassitas e estava debilitada, unindo-a ao seu nascente império. Os hurritas passaram a expandir-se no norte da Mesopotâmia, aproveitando o facto dos cassitas não estarem interessados pela região, e sim na Acádia e na Suméria, ou seja, pelo sul da Mesopotâmia. 
O rei hitita Mursilis, por sua vez, não pôde manter o domínio sobre a Babilônia, cidade rica e populosa, ficando esta a 1 200 quilômetros de Hatusa, o seu centro de poder.

## Extinção
Os hurritas, a partir dos séculos XIV e XIII a.C., começaram a ser conquistados e absorvidos pelos hititas a noroeste e pelos assírios a sudeste, e a sua língua extinguiu-se talvez no século XIII a.C. (ou então alguns séculos mais tarde em regiões mais isoladas), sob pressão de outras línguas e povos. Por volta de 1 200 a.C., a língua hurrita havia desaparecido dos registros cuneiformes. Há alguns autores que referem a possibilidade de tanto o povo como a língua hurrita serem um dos substratos étnicos, linguísticos e culturais do moderno povo curdo, pois habitavam territórios onde atualmente vivem os curdos (um povo descendente de um grupo ocidental dos medos que migrou para oeste, para a cordilheira dos Montes Zagros). 
A língua urartiana, parente da hurrita, foi falada até ao século VII a.C., nas regiões do alto Eufrates e do Lago de Vã.